# Tiger Tyson

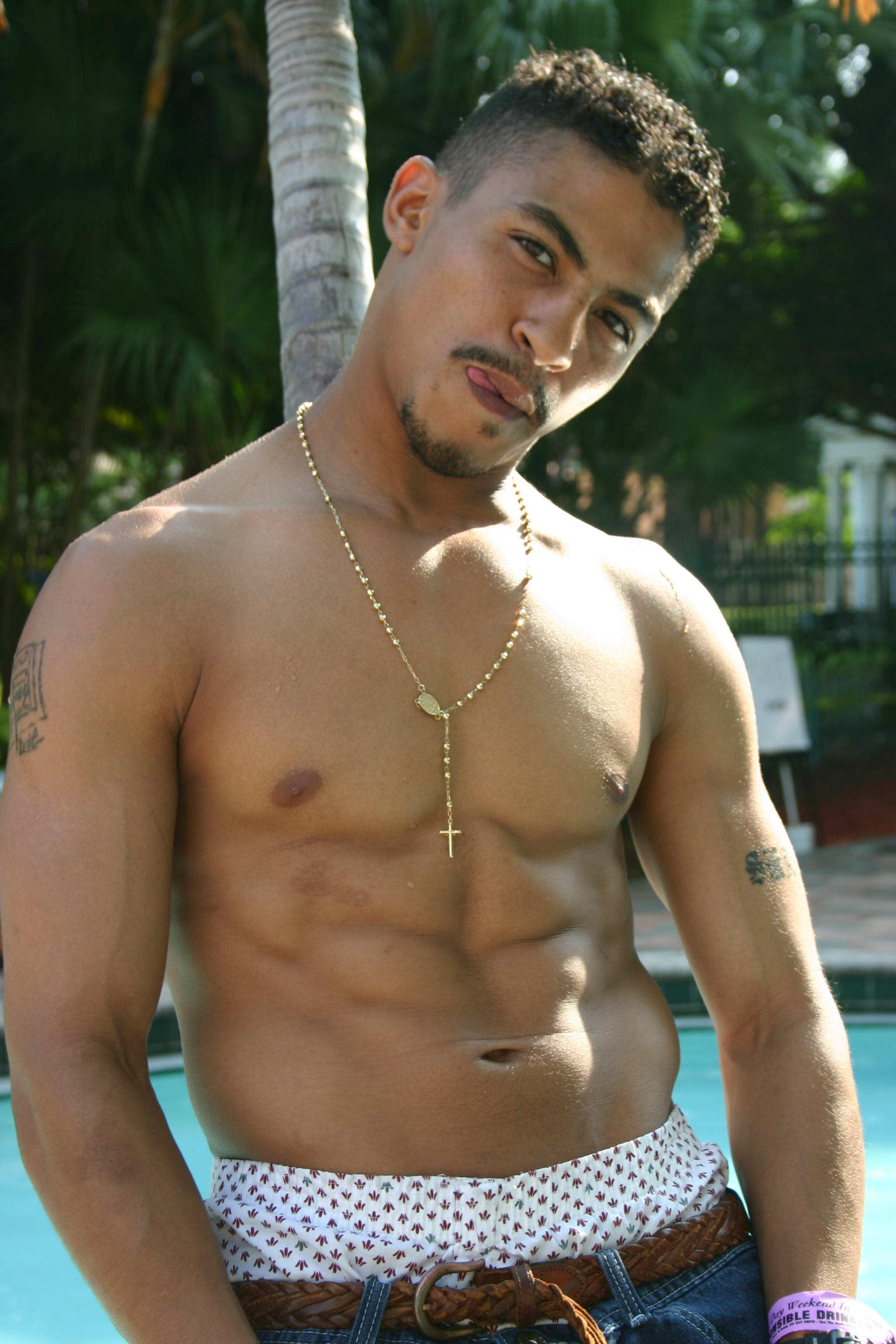
Tiger Tyson, 2005

Tiger Tyson, Pseudonym, (* 20. Mai 1977 in Brooklyn, New York) ist ein US-amerikanischer Pornodarsteller.

## Leben
Tyson ist afroamerikanischer und puerto-ricanischer Abstammung und wurde in Brooklyn geboren. Nach der Beendigung seiner Schullaufbahn musste er wegen Autodiebstahls eine 14-monatige Gefängnisstrafe verbüßen. Im Alter von 19 Jahren begann Tyson eine Karriere als Darsteller in der Pornofilmindustrie. Daneben war er zeitweilig für eine Begleitagentur als Escort und Gogo-Tänzer tätig.
Als Pornodarsteller war er in verschiedenen schwulen Pornofilmen zu sehen. Der erste Film in dem Tyson mitspielte war der Pornofilm Sweantin' Black des Regisseurs Enrique Cruz aus dem Jahre 1997. Danach spielte er in den Filmen Tiger's Brooklyn Tails sowie in Latino Fan Club mit. Im Jahre 1999 beendete Tyson kurzzeitig seine Tätigkeit als Darsteller, nahm diese jedoch bereits 2000 nach der Gründung seines eigenen Produktionsunternehmens Tiger Tyson Productions wieder auf. Tyson ist Mitbegründer des seit 2003 bestehenden Unternehmens Pitbull Productions. 2004 wollte er seine Karriere als Pornodarsteller erneut beenden, blieb jedoch nach dem kommerziellen Erfolg des Films Take 'Em Down weiterhin tätig. In den folgenden Jahren produzierte Tyson weitere Pornofilme und war zudem als Pornofilmregisseur an der Produktion mehrere anderer Filme beteiligt. 
Im Februar 2008 wurde er in die Hall of Fame der GayVN Awards aufgenommen.

## Filmografie (Auswahl)
- In The Heat (Pitbull Productions)
- Sweatin' Black (LaMancha Video)
- The Show, Parts 1 & 2 (Pitbull Productions)
- Take 'em Down 1, 2 & 3 (Pitbull Productions)
- The Way You Like It (Tiger Tyson Productions)
- Tiger's Brooklyn Tails (LaMancha Video)
- Tiger Tyson's Eiffel Tower - Paris Is Mine (Pitbull Productions)
- Tiger Tyson Secrets (Pitbull Productions)
- Tiger Tyson Steel Curtain (Pitbull Productions)
- Tiger Untamed (Latino Fan Club)
- Tiger Tyson Strikes Back (Pitbull Productions)